# U-1004
| U-1004 | U-1004 | U-1004 |
| --- | --- | --- |
| | | |
| | | |
| U-995, однотипний з U-1004                                                                                           | | |
| Під прапором | Третій Рейх | Третій Рейх |
| Спуск на воду | 27 жовтня 1943 року | 27 жовтня 1943 року |
| Виведений зі складу флоту                                                                                            | 16 грудня 1943 року | 16 грудня 1943 року |
| Сучасний статус | 9 травня 1945 року капітулював у Бергені. 2 червня переведений до Лох-Раян, Шотландія. 1 грудня 1945 року потоплений артилерійським вогнем кораблів союзників під час операції «Дедлайт» | 9 травня 1945 року капітулював у Бергені. 2 червня переведений до Лох-Раян, Шотландія. 1 грудня 1945 року потоплений артилерійським вогнем кораблів союзників під час операції «Дедлайт» |
| Проєкт | | |
| Тип ПЧ | середній торпедний ДПЧ | середній торпедний ДПЧ |
| Розробник проєкту | Blohm + Voss, Гамбург | Blohm + Voss, Гамбург |
| Вартість | 4 714 000 ℛℳ | 4 714 000 ℛℳ |
| Основні характеристики                                                                                               | | |
| Швидкість (надводна)                                                                                                 | 17,9 вузла | 17,9 вузла |
| Швидкість (підводна)                                                                                                 | 8 вузлів | 8 вузлів |
| Робоча глибина занурення                                                                                             | 100 м | 100 м |
| Гранична глибина занурення                                                                                           | 250 м | 250 м |
| Дальність плавання                                                                                                   | 8500 морських миль (15 700 км) на швидкості 10 вузлів (у надводному положенні) 80 морських миль (150 км) на швидкості 4 вузли (в підводному положенні)                                   | 8500 морських миль (15 700 км) на швидкості 10 вузлів (у надводному положенні) 80 морських миль (150 км) на швидкості 4 вузли (в підводному положенні)                                   |
| Екіпаж | 44—60 осіб | 44—60 осіб |
| Розміри | | |
| Довжина найбільша (по КВЛ)                                                                                           | 67,1 м | 67,1 м |
| Ширина корпусу найб.                                                                                                 | 6,2 м | 6,2 м |
| Висота | 9,6 м | 9,6 м |
| Середня осадка (по КВЛ)                                                                                              | 4,74 м | 4,74 м |
| Водотоннажність надводна                                                                                             | 759 т | 759 т |
| Силова установка | | |
| дизель-електрична; 2 дизельних двигуни Germaniawerft M6V 40/46, 2 електродвигуни Siemens-Schuckert-Werke GU 343/38-8 | | |
| Гвинти | 2 | 2 |
| Потужність | 2800—3200 к.с. (дизелі) 750 к.с. (електродвигуни) | 2800—3200 к.с. (дизелі) 750 к.с. (електродвигуни) |
| Озброєння | | |
| Артилерія | 1 × 88-мм палубна гармата SK C/35 | 1 × 88-мм палубна гармата SK C/35 |
| Торпедно- мінне озброєння                                                                                            | 4 носових і один кормовий ТА 14 торпед або 26 мін TMA чи TMB | 4 носових і один кормовий ТА 14 торпед або 26 мін TMA чи TMB |
| ППО | 1 × 37-мм зенітна гармата Flak M42 2 × 20-мм зенітні гармати FlaK 30 | 1 × 37-мм зенітна гармата Flak M42 2 × 20-мм зенітні гармати FlaK 30 |

U-1004 — німецький підводний човен типу VIIC/41, що входив до складу Військово-морських сил Третього Рейху за часів Другої світової війни. Закладений 15 січня 1943 року на верфі Blohm + Voss у Гамбурзі. Спущений на воду 27 жовтня 1943 року, а 16 грудня 1943 року корабель увійшов до складу 31-ї навчальної флотилії ПЧ ВМС нацистської Німеччини.

## Історія служби
U-1004 належав до німецьких підводних човнів типу VIIC/41, однієї з модифікацій найчисленнішого типу субмарин Третього Рейху, яких випущено 703 одиниці. Службу розпочав у складі 31-ї навчальної та з 1 серпня 1944 року — після завершення підготовки — у 7-й та пізніше в 11-ій бойових флотиліях ПЧ Крігсмаріне. З серпня 1944 по березень 1945 року підводний човен здійснив два бойових походи в Атлантичний океан, під час яких потопив два кораблі.

### Подальша доля ПЧ
9 травня 1944 року капітулював у Бергені союзникам. 2 червня переведений до Лох-Раян у Шотландії. 1 грудня 1945 року потоплений артилерійським вогнем кораблів союзників під час операції «Дедлайт» в ролі корабля-мішені.

## Командири
- Оберлейтенант-цур-зее Гартмут Шіммельпфенніг (16 грудня 1843 — січень 1945)
- Оберлейтенант-цур-зее Рудольф Гінц (січень — 9 травня 1945)

## Перелік потоплених U-1004 суден
| №                                                       | Дата           | Назва             | Тип                | Належність      | Водотоннажність (брт) | Вантаж  | Конвой        | Результат та координати                                              | Наслідки атаки для екіпажу     | Прим.                              |
| ------------------------------------------------------- | -------------- | ----------------- | ------------------ | --------------- | --------------------- | ------- | ------------- | -------------------------------------------------------------------- | ------------------------------ | ---------------------------------- |
| Другий похід (27.01—20.03.1945, 53 доби; Берген—Берген) |                |                   |                    |                 |                       |         |               |                                                                      |                                |                                    |
| 1                                                       | 22 лютого 1945 | Alexander Kennedy | суховантажне судно | Велика Британія | 1 313                 | вугілля | Конвой BTC 76 | потоплено 50°06′ пн. ш. 4°50′ зх. д. / 50.100° пн. ш. 4.833° зх. д.  | 19 (1 загинув, 18 врятовані)   |                                    |
| 2                                                       | 22 лютого 1945 | «Трентоніан»      | корвет             | Канада          | 980                   |         | Конвой BTC 76 | потоплений 50°06′ пн. ш. 4°50′ зх. д. / 50.100° пн. ш. 4.833° зх. д. | 97 (6 загинуло, 91 врятований) | корвет типу «Модифікований Флавер» |